# Michael Dubiel
Michael Dubiel (* 16. September 1960) ist ein ehemaliger deutscher Handballspieler.

## Karriere
Dubiel begann im Alter von acht Jahren in der Jugend der BSG Motor Eisenach mit dem Handballspielen. Er spielte in der Jugendoberliga und debütierte im Alter von 19 Jahren für die BSG in der Handball-Oberliga, der höchsten Spielklasse des Deutschen Handballverbandes. Nachdem aus der Handballabteilung der BSG Motor Eisenach am 11. Juni 1990 der ThSV Eisenach hervorging, spielte Dubiel für diesen als Abwehrspieler in der ersten und zweiten Handball-Bundesliga, wobei er die Mannschaft unter Trainer Hans-Joachim Ursinus als Kapitän führte. 1995 beendete er seine aktive Karriere. Dubiel ist Mitglied des Traditionsteams des ThSV Eisenach.